# Colonização britânica da América
A Colonização Britânica da América (incluindo a colonização sob o Reino de Inglaterra e sob o Reino da Escócia antes do Tratado de União de 1707 que criaria o Reino Unido da Grã-Bretanha) começou a formar-se no princípio do século XVII, através das Treze Colónias na América do Norte, que foram a origem dos Estados Unidos da América, bem como das províncias marítimas do  Canadá. Também se fez a colonização de pequenas ilhas no Caribe, como Jamaica e Barbados, além do Belize e Guiana. A colonização bretã na América se assentava na exação do trabalho, a dominação etno-racial, no patriarcado e na imposição do etnocentrismo na subjetividade inclusive. 

## História
O processo deu-se início com a Colonização da América do Norte. As colônias pertencentes à realeza começam a povoar os territórios concedidos pela Coroa à iniciativa particular. No século XVII já estavam formadas as Treze Colônias britânicas. Pequenos e médios proprietários, refugiados políticos e religiosos (protestantes calvinistas) instalam-se ao norte e ao centro. Formaram pequenas propriedades baseadas no trabalho livre e no artesanato. 
Algumas atividades industriais foram toleradas no centro-norte por não competir com o comércio da metrópole. A região começou a crescer economicamente e passou a escoar o excedente da produção para os mercados do sul. 
Mais tarde foi criado o Comércio Triangular: comerciantes da Nova Inglaterra fabricam o rum para ser trocado por escravos da África, que são vendidos no Caribe e nas colônias do sul. Nos territórios sulistas (Virgínia, Maryland, Carolina do Norte, Carolina do Sul e Geórgia), foi implantada a monocultura do algodão, destinada à exportação. 
Uma sociedade baseada no trabalho de escravos africanos se desenvolveu com o tempo e formara-se uma camada de ricos proprietários de terras e grandes comerciantes exportadores. Entre os principais colonos britânicos destacava-se os casacas vermelhas que protegiam as suas colónias e lutaram contra os franceses e contra os independentistas americanos.

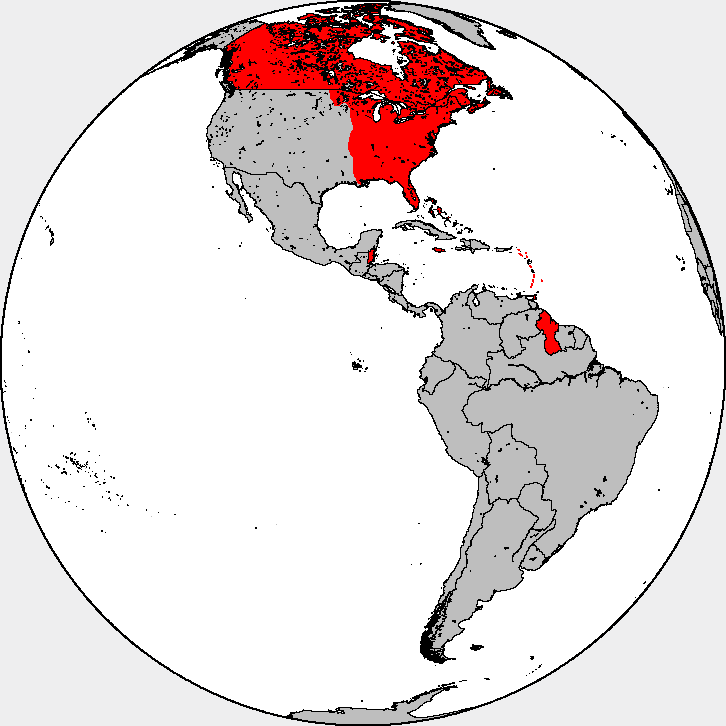
Colônias britânicas na América.

As colónias produtoras de açúcar do Caribe, onde a escravatura se convertera na base da economia, eram as colónias mais importantes e lucrativas para Inglaterra. As colónias americanas produziam tabaco, algodão e arroz no sul e material naval e peles de animais no norte.
O império da Inglaterra na América ia-se expandindo gradualmente mediante guerras e estabelecimento de colónias. A Inglaterra conseguiu controlar Nova Amsterdão (depois chamada Nova Iorque) após as guerras anglo-holandesas. As colónias americanas estendiam-se para  oeste em busca de novas terras para agricultura. Durante a Guerra dos Sete Anos, os ingleses venceram os franceses e ficaram  com a Nova França em 1760, o que converteria a Inglaterra em dona de quase toda a América do Norte. Apesar de submetidas ao controle inglês, as Treze Colônias instituíram uma tradição de autogoverno, que será fundamental na luta pela independência dos Estados Unidos da America.
Depois, o estabelecimento de colónias na Austrália (que começou com as colónias penais em 1788) e na Nova Zelândia (sob o domínio da Coroa desde 1840) criaram uma nova zona para a emigração de oriundos das Ilhas Britânicas, embora as populações indígenas tivessem que sofrer guerras e, especialmente, doenças trazidas pelos colonos, reduzindo-se em cerca de 60–70% em menos de cem anos. Estas colónias obtiveram depois autogoverno e converteram-se em rentáveis exportadoras de lã e ouro.